# 2K11 Krug

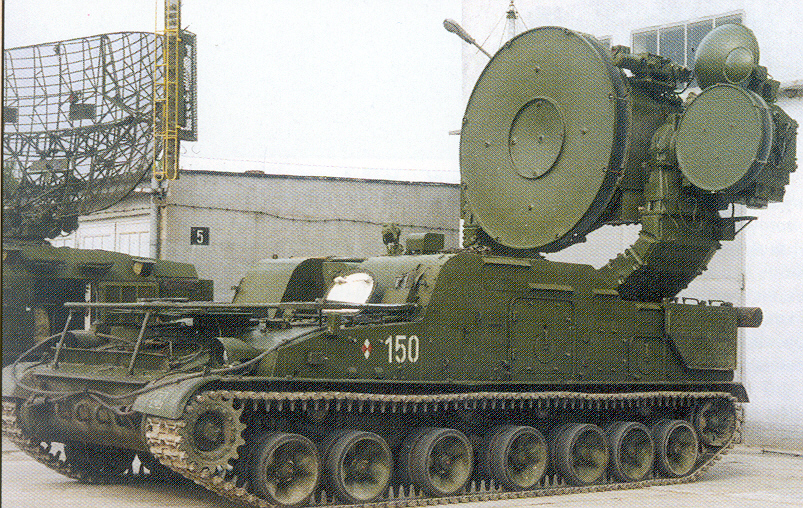
Stacja radarowa 1S32

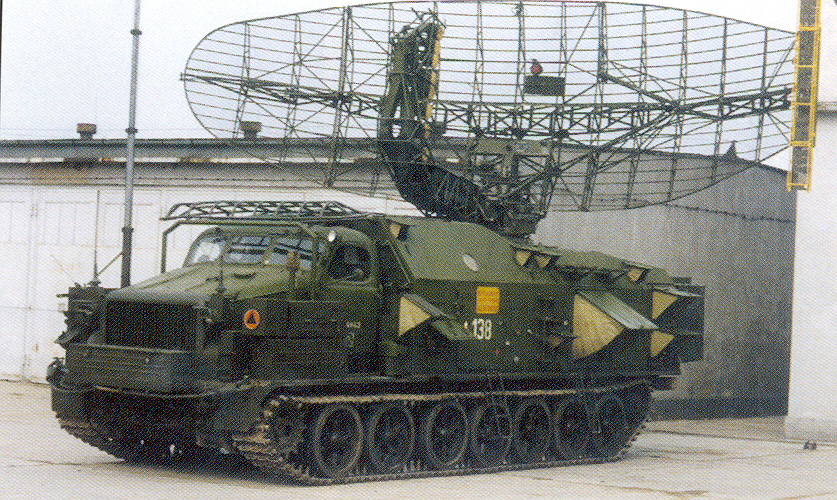
Stacja radarowa 1S12

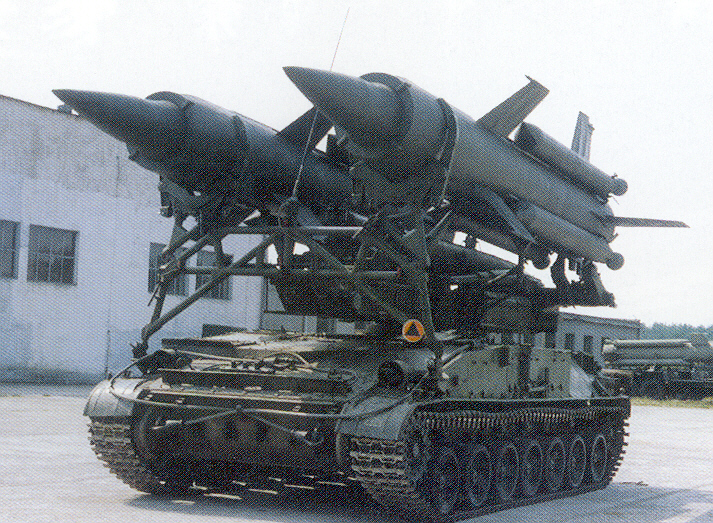
Wyrzutnia 2P24 w służbie Polskiej

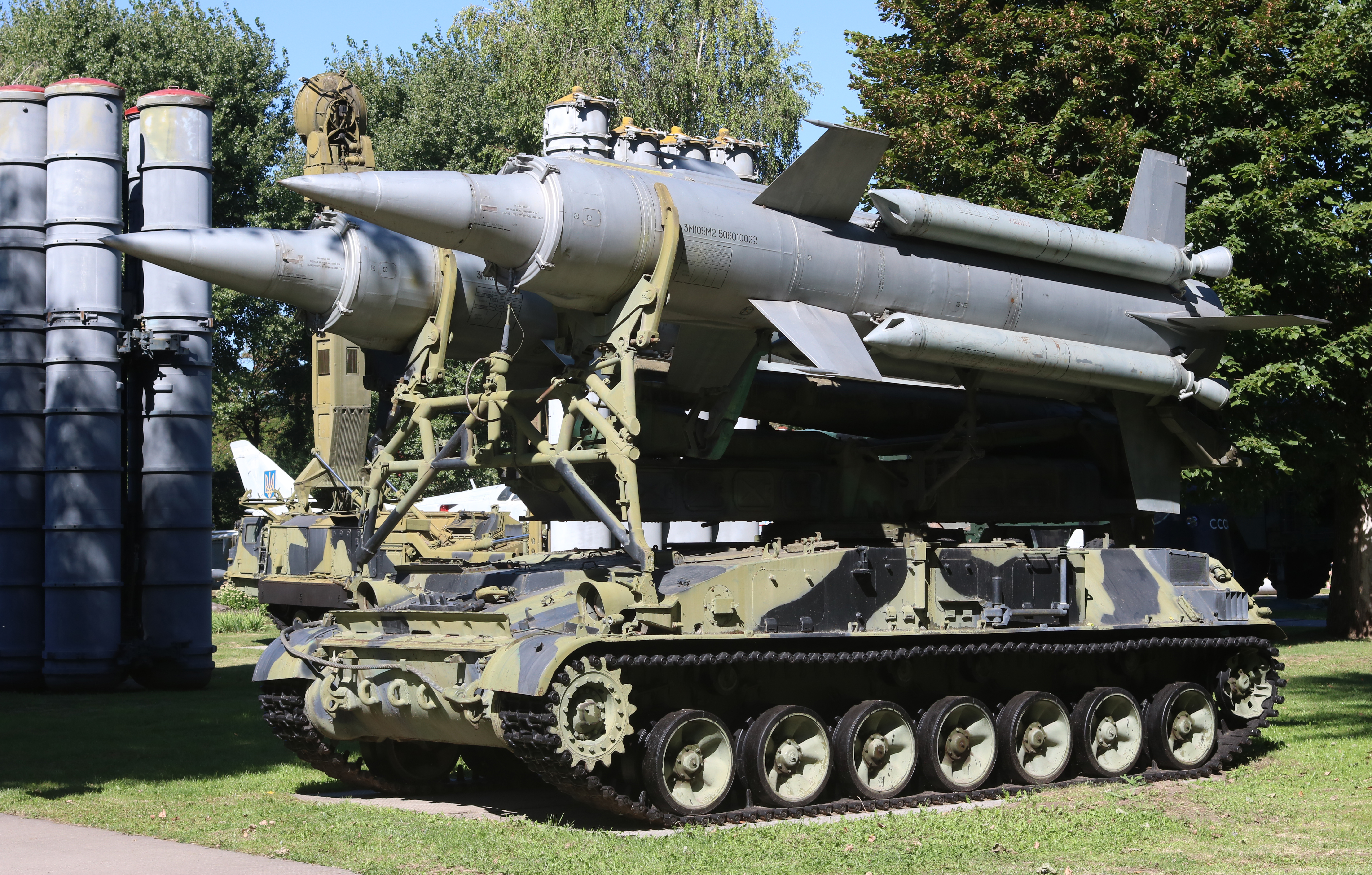
2K11 Krug jako eksponat w Muzeum Ukraińskich Sił Powietrznych w Winnicy

2K11 Krug (ros.: 2К11 Круг – "okrąg") – radziecki system rakiet ziemia-powietrze, do niszczenia celów na dużym i średnim pułapie. System został zaprojektowany przez NPO Nowator i produkowany był w Fabryce Maszyn im. Kalinina w Swierdłowsku (dziś Jekaterynburg).

## Historia
Projekt systemu 2K11 został zapoczątkowany w 1957 roku przez kierującego Nowatorem Lwa Lulewa. Został po raz pierwszy zaprezentowany w czasie defilady w Moskwie w maju 1964. Użyty natomiast został po raz pierwszy w czasie ćwiczeń wojskowych w 1967. Ostatecznie na wyposażeniu Armii Radzieckiej system znalazł się w 1969. Zestaw produkowano w latach 1964–1982.
Pierwsze prototypy Kruga trafiły do jednostek w 1965 roku. Pierwszą produkowaną wersją był Krug-A, który z taśmy produkcyjnej zszedł w 1967. Następnie zestaw był wielokrotnie modyfikowany i unowocześniany. W 1971 pojawiła się wersja rozwojowa Krug-M, zaś w 1974 Krug-M1, które zostały opracowane w celu usunięcia dużej liczby wad technicznych odnotowanych w czasie eksploatacji. Krug-M został przetestowany na ćwiczeniach poligonowych w 1971, zaś Krug-M1 w 1975. Wersją rakiety jest powstały w 1994 Wiraż, który służy jako rakieta-cel.
Ta broń była krótko użytkowana przez OKSWA w czasie wojny w Afganistanie w latach 1979–1980, nie znalazł tam zastosowania bojowego i został szybko wycofany. W 1997 roku ogłoszono, że między 1993 a 1996, 27 baterii Krug wraz z 349 rakietami zostało sprzedanych Armenii.

## Opis konstrukcji

### Bateria
Bateria przeciwlotniczego zestawu rakietowego 2K11 Krug składa się z podwozia gąsienicowego GM-123 i 2 osadzonych na nim wyrzutni rakiet, o zakresie obrotu 360 stopni oraz maksymalnym wychyleniem 70 stopni.
Dwie podstawowe wersje zestawu to 9M8M1 (2K11M "Krug-M") i 9M8M2 (2K11M2 / 3 "Krug-M1"), które amerykański Departament Obrony Narodowej określa jako SA-4B. Pierwsza wersja - 9M8M (SA-4A) weszła do użytku 1965 roku, a następnie zastąpiły ją zmodernizowane 9M8M1 (2K11A "Krug-A") w 1967 oraz 9M8M1 w 1971 i 9M8M2 w 1973.
W baterii 9M8M2 obniżona została maksymalna wysokość celu oraz maksymalny zasięg, w zamian za lepszą skuteczność w zestrzeliwaniu samolotów w bezpośrednim pobliżu baterii. Każda bateria ma na swym wyposażeniu dwie rakiety w przypadku 9M8M1 i cztery w 9M8M2, jak również następujące radary:
- P-40 - radar wczesnego ostrzegania o zasięgu 175 km / 108 mil (użyty również w zestawach SA-6 i SA-8)
- Radar kierowania ogniem o zasięgu 128 km / 80 mil
- Radar pomiaru wysokości o zasięgu 240 km / 148 mil

Dwa pierwsze radary montowane są na osobnych pojazdach gąsienicowych, zaś trzeci najczęściej jest ręcznie rozstawiany i wożony jest na ciężarówce Ural-375D, którą transportowane są również akumulatory i zapasowe rakiety.

### Pociski
Zestaw używa pocisków 3M8. Siłą napędową pocisku są 4 osobne startowe silniki rakietowe na paliwo stałe przyczepione do rdzenia rakiety od zewnątrz. Kiedy ich paliwo jest już wypalone są odrzucane, a rakieta osiągnęła odpowiednią prędkość, włącza się napęd marszowy, który stanowi silnik strumieniowy na naftę. Rakieta wyposażona jest w jedną głowicę odłamkowo-burzącą o masie 135 kg.
Pocisk osiąga prędkość ok. 1 km/s, zasięg wynosi ok. 40-50 km w zależności od wersji. Likwidowane z pomocą zestawu cele stanowić mogą samoloty lub rakiety na pułapie od 150 m do aż 27 km (w najbardziej nowoczesnej wersji). Są one kierowane radiokomendowo.

### Działanie zestawu
Podstawowy zestaw posiada dwa pociski rakietowe 3M8, umieszczone na samobieżnej wyrzutni gąsienicowej 2P24. Wyrzutnia obraca się na pojeździe w zakresie 360 stopni i może być podniesiona do kąta 70 stopni. Stację naprowadzania rakiet 1S32 umieszczono na podwoziu pojazdu GM-123 (takim samym jak podwozie wyrzutni rakietowej). Radar pracuje w zakresie centymetrowym. Stacja umożliwiała wykrycie samolotu myśliwskiego z odległości do 180 km, przy pułapie 12 000 m.

## Elementy zestawu
- Samobieżny transporter-wyrzutnia 2P24 – samobieżna wyrzutnia pocisków rakietowych 3M8, przewozi i odpala dwa pociski. Pojazd GM-123 porusza się na gąsienicach. Napędem jest silnik V-59, który jest w układzie V-12, diesel chłodzony cieczą, o mocy 520 KM i mocy jednostkowej 17.33 KM/t. Zbiornik paliwa mieści 850 litrów oleju napędowego. Prędkość maksymalna pojazdu wynosi 35 km/h. Masa całkowita zestawu wynosi 28 200 kg. Załoga składa się z 3-5 żołnierzy. Pancerz miał 15 mm grubości. Zestaw posiadał długość wynoszącą 7,5 m (9.46 m z rakietami), szerokość 3,2 m oraz wysokość 4,472 m (z rakietami)[4].
- Mobilna stacja dowodzenia 1S32 z systemem kierowania ogniem – koherentno-impulsowa stacja radiolokacyjna zakresu centymetrowego. System antenowy jest obrotową konstrukcję z kilkoma talerzowymi antenami, w której największym elementem była antena kanału celowania. Z lewej strony od niej jest antena wąskiej wiązki kanału rakiety, nad którą rozmieszczone są anteny szerokiej wiązki kanału rakiety i radionadajnika komend dla rakiety. W górnej części kolumny antenowej umieszczono kamerę telewizyjno-optycznego wizjera[4].
- Stacja radarowa 1S12 – stacja wykrycie myśliwca na odległościach do 180 km przy wysokości lotu 12000 m i 70 km przy wysokości lotu 500 m. Przełączenie kierunku wiązki realizowano sposobem elektromechanicznym. Jako podwozie samojezdne RSWP 1S12 zastosowano podwozie “obiekt 426”, zaprojektowane w KB Charkowskiego Zakładu Budowy Maszyn Transportowych im. W. A. Małyszewa na bazie stworzonego tam, ciężkiego artyleryjskiego ciągnika AT–T[2].
- Ciężarówka 2T6 na bazie pojazdu ZiŁ-151

## Eksploatacja w Polsce
W 1976 roku, Wojsko Polskie przyjęło na uzbrojenie przeciwlotniczy zestaw rakietowy 2K11M1 Krug, do 61. Brygady Artylerii Wojsk Obrony Przeciwlotniczej w Skwierzynie. Była to jedyna jednostka w Polsce używająca PZR 2K11 Krug. Przeszkolenie na nowy sprzęt odbyło się w Kijowie. W dniu 10 sierpnia 1978 roku, brygada wykonała pierwsze strzelanie bojowe na poligonie w Związku Radzieckim. W 1995 roku, po raz pierwszy w kraju, odbyły się strzelania bojowe na poligonie w Ustce. W latach 1999–2000 WZU-2 z Grudziądza, opracowało projekt modernizacji stacji naprowadzania rakiet 1S32M1/M2. W ramach remontów głównych prowadzonych w latach 2000–2005 zmodernizowano sześć stacji naprowadzania rakiet. System Krug był używany do 2011 roku, kiedy to jednostkę wojskowa rozformowano. W 1988 roku Polska miała 24 wyrzutnie Krug.
We wrześniu 2006 roku Polska dokonała testu użycia 4 rakiet systemu Krug przeciwko radzieckim pociskom rakietowym klasy woda-woda P-15.

## Użytkownicy

### Aktualni
- Armenia – 30
- Azerbejdżan
- Etiopia
- Kirgistan
- Korea Północna
- Syria - 40
- Turkmenistan – 30

### Byli
- Bułgaria – Przekazane do rezerwy.
- Czechosłowacja
- Irak
- NRD - Przejęte przez zjednoczone Niemcy.
- Niemcy - Wycofane w latach 90 XX w.
- Polska – Wycofane z eksploatacji w 2011 roku.
- Rosja – Wycofane w roku 2007.
- Ukraina
- Węgry – Wycofane w latach 90 XX w.
- ZSRR

## W muzeach
Zestawy 2K11 Krug są eksponowane m.in. w następujących muzeach:
- Lubuskie Muzeum Wojskowe w Drzonowie
- Muzeum Wojska Polskiego w Warszawie - Muzeum Polskiej Techniki Wojskowej
- Muzeum Lotnictwa Polskiego w Krakowie
- Muzeum Militariów Atena – pojazd znajduje się na terenie firmy Anhol Pomoc Drogowa Gorzów Wielkopolski - sprawny
- Muzeum Militarnej Historii w Bornem Sulinowie